# Abendpfauenauge
Das Abendpfauenauge (Smerinthus ocellata) ist ein Schmetterling (Nachtfalter) aus der Familie der Schwärmer (Sphingidae).

## Merkmale

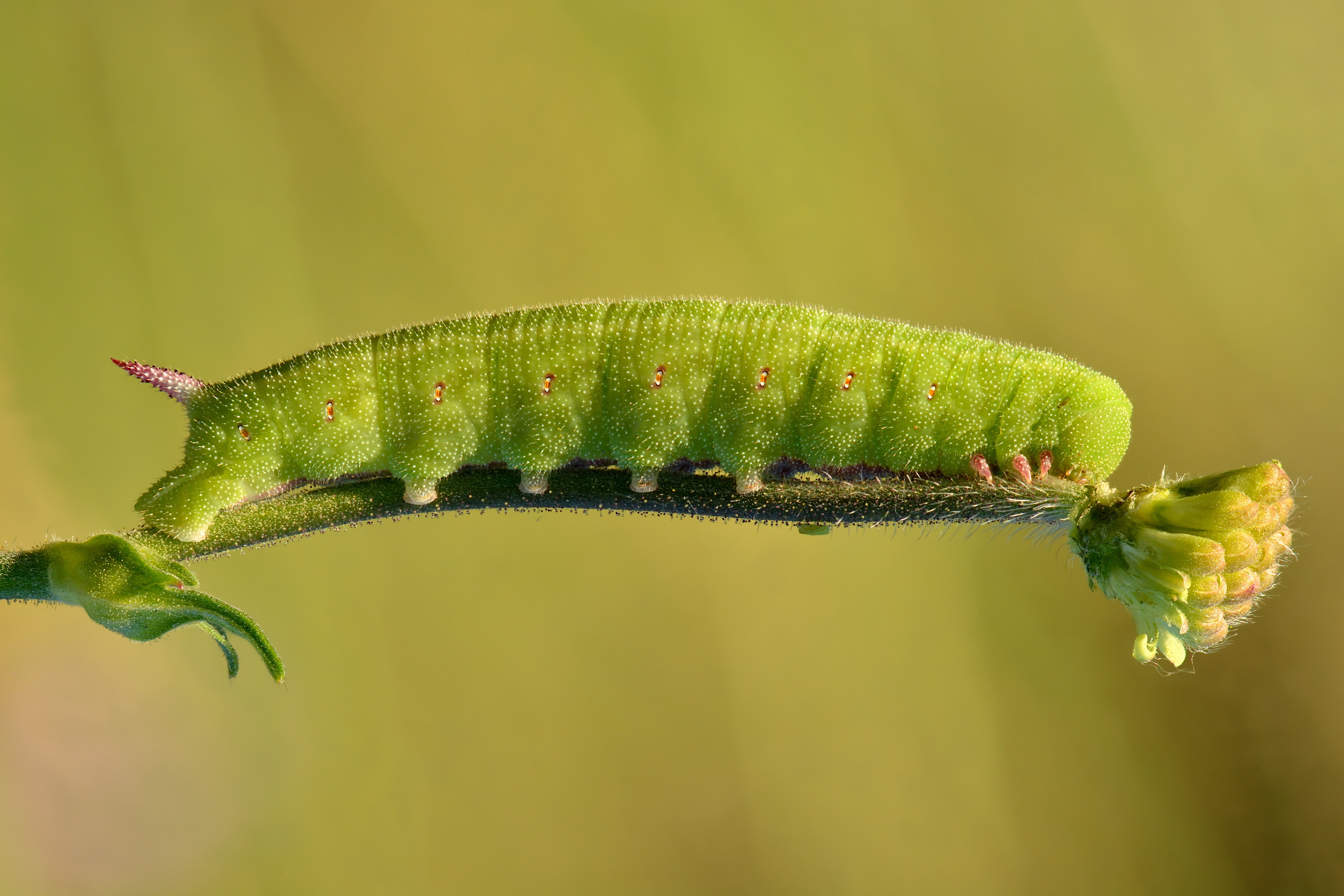
Raupe des Abendpfauenauges

Die Falter erreichen eine Flügelspannweite von 70 bis 80 Millimetern. Ihre Vorderflügel sind in hellen und dunklen Brauntönen gezeichnet und sehen der Färbung von Rinde ähnlich. Am Außenrand sind sie leicht ausgebuchtet und abgestutzt. Die Hinterflügel sind am Ansatz rosa gefärbt, das zur Außenseite hin in ein Ockergelb einfließt. Die Hinterflügel werden jeweils durch einen großen, blauen, dunkel gekernten und schwarz umrandeten Augenfleck dominiert. Der Thorax ist seitlich hellbraun, in der Mitte dunkelbraun behaart.
Die Raupen werden etwa 80 Millimeter lang und sind meist blaugrün, selten auch gelbgrün gefärbt. Ihr ganzer Körper ist mit feinen weißen Punkten bedeckt. Auffällig sind die gelben Seitenstreifen, die von unten schräg nach hinten oben verlaufen. Das Analhorn am Hinterleibsende ist hellblau. Der Rücken der Tiere ist deutlich heller als der übrige Körper. Dadurch erscheinen sie auf der Unterseite von Zweigen sitzend durch ihren Schatten am ganzen Körper gleich hell. Dies bewirkt die Verwechslung mit einem Blatt, da man die räumlichen Ausmaße nicht mehr erkennen kann. Die Raupen sehen denen der Pappelschwärmer (Laothoe populi) sehr ähnlich, diese haben aber ein gelbes Analhorn.

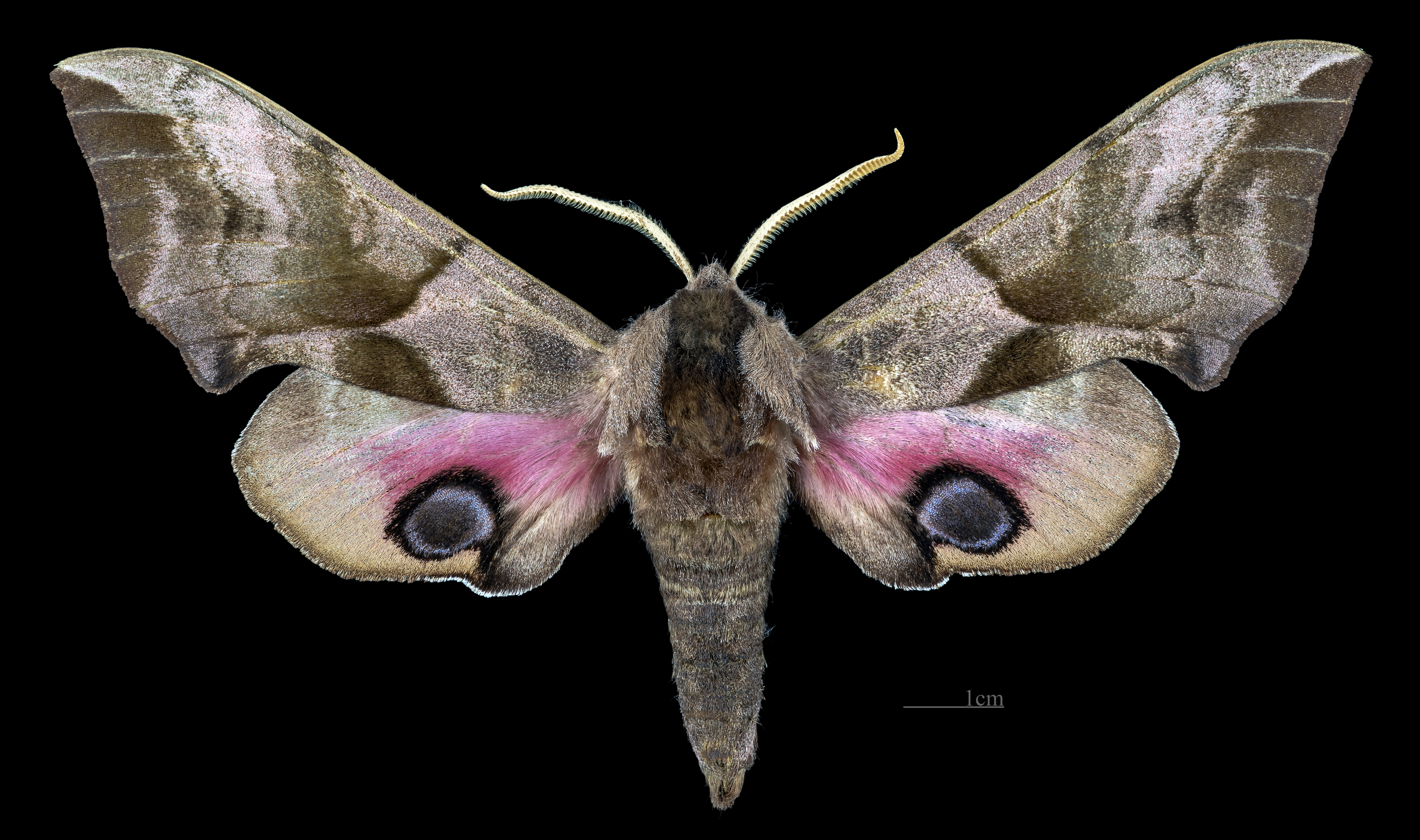
Smerinthus ocellata ♀
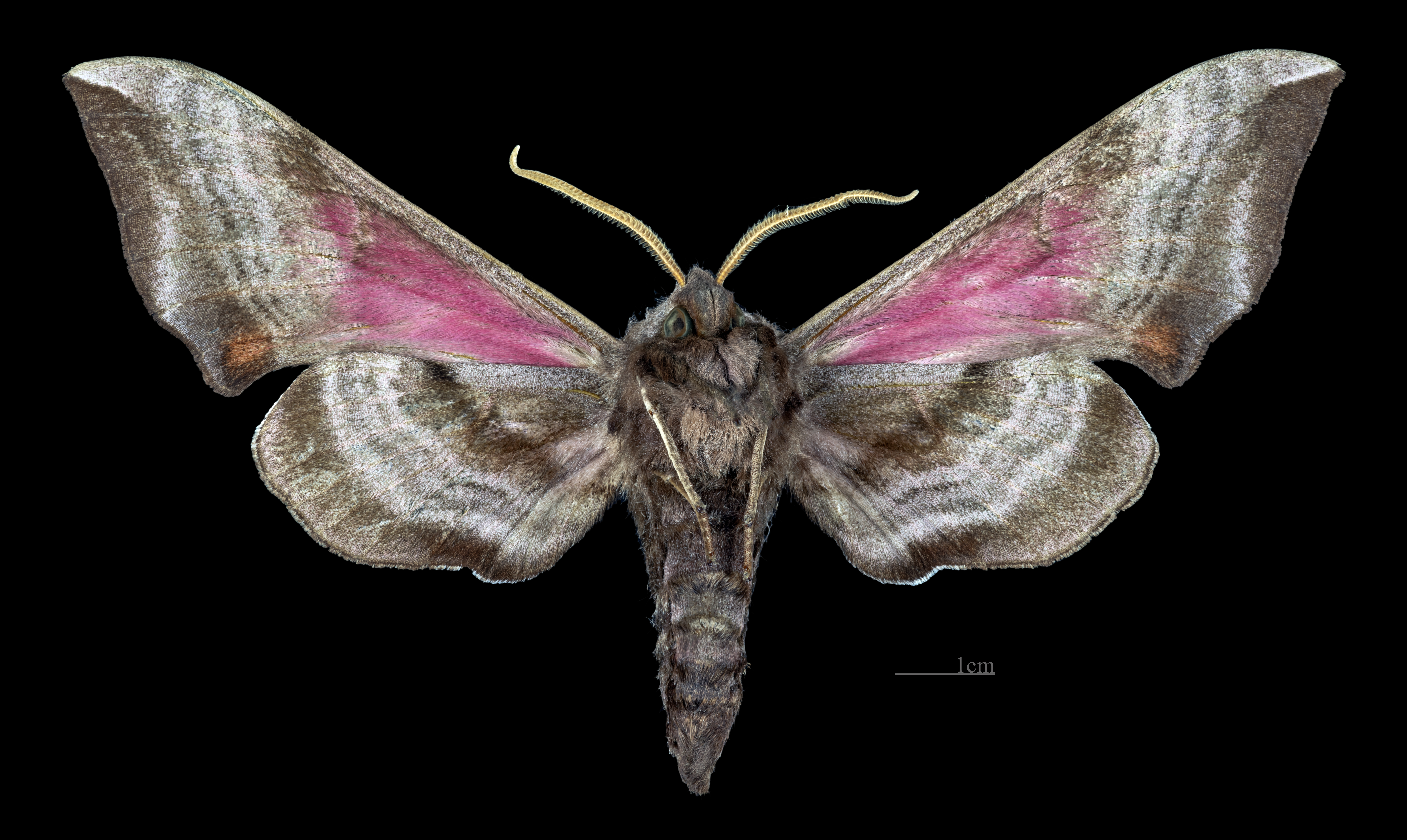
Smerinthus ocellata ♀ △
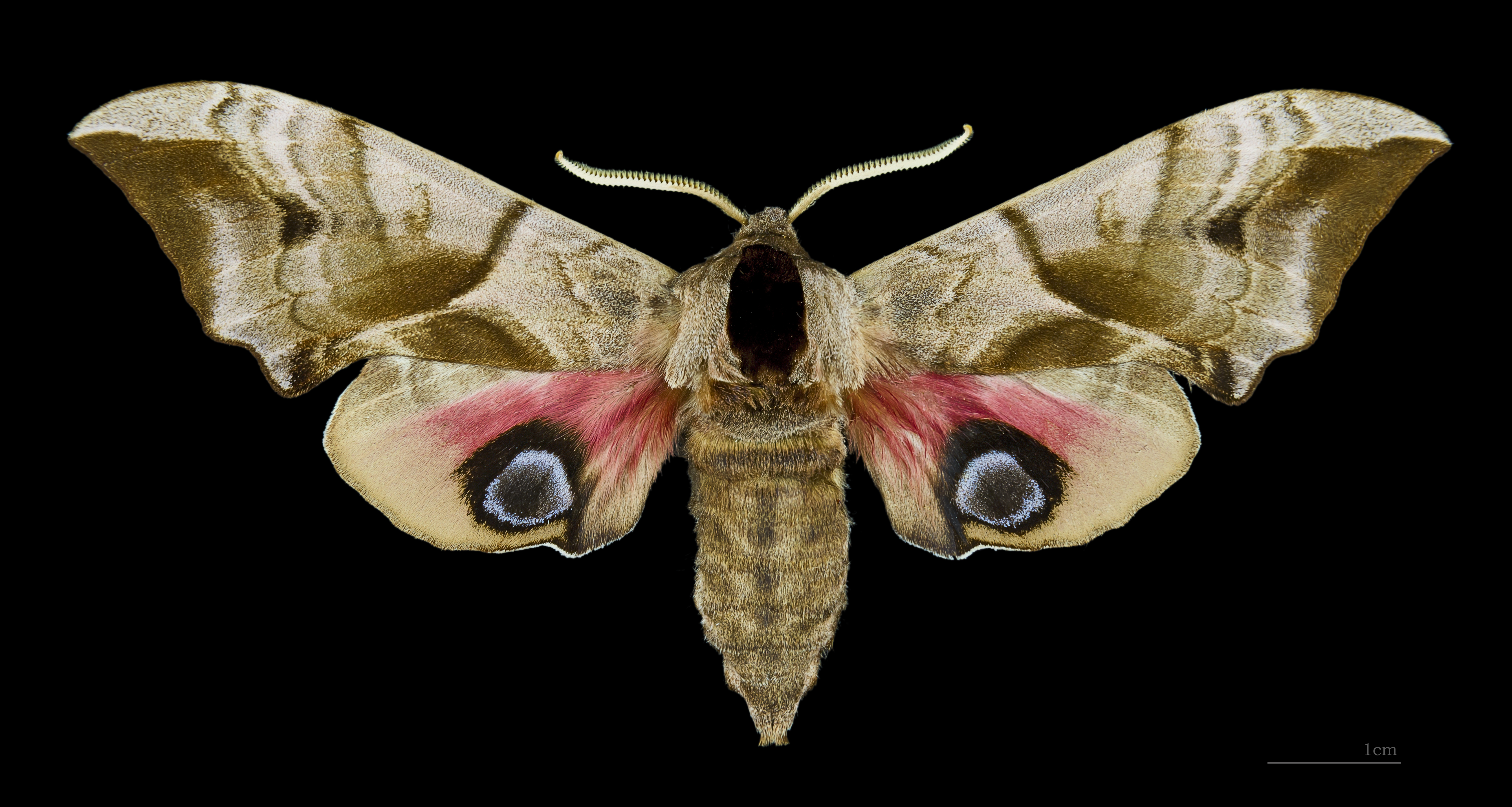
Smerinthus ocellata ♂
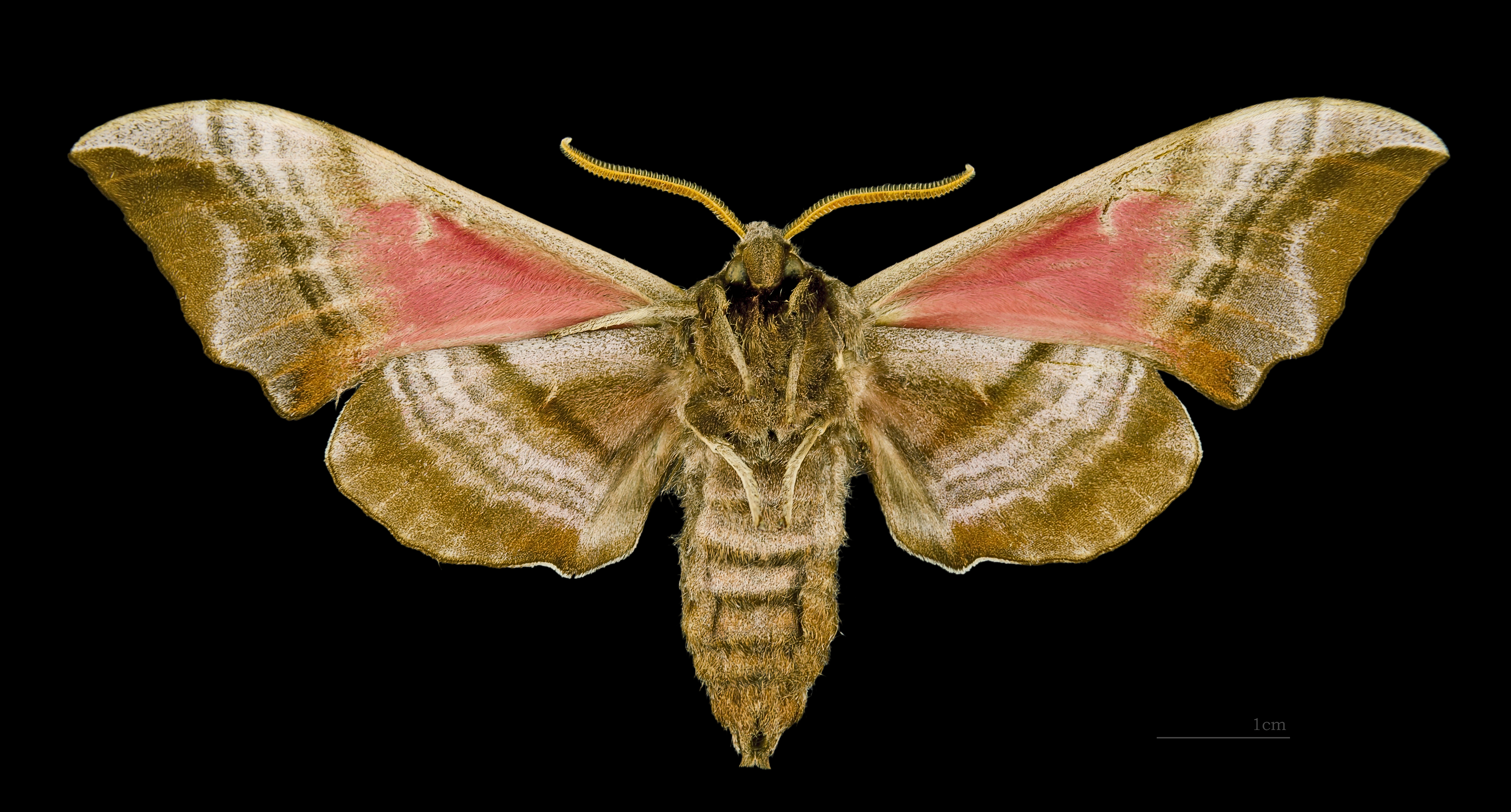
Smerinthus ocellata ♂ △

## Vorkommen
Die Tiere kommen in Nordafrika und ganz Europa, außer dem hohen Norden und dem Süden der Iberischen Halbinsel, vor. Östlich erstreckt sich ihr Verbreitungsgebiet bis nach Sibirien. Sie leben in feuchten Wäldern und an Gewässerufern, manchmal auch in Gärten. Sie sind weit verbreitet und häufig.

## Lebensweise
Die nachtaktiven Imagines sitzen tagsüber gut getarnt an Baumstämmen. Werden sie gestört spreizen sie die Flügel ruckartig, sodass man die Augenflecken auf den Hinterflügeln zu sehen bekommt. Dabei wird der Körper auch wippend vor und zurück bewegt. Diese Kombination soll ein deutlich größeres Tier vorgaukeln und dadurch Fressfeinde abschrecken.

### Flug- und Raupenzeiten
Die Falter fliegen in einer Generation von Mitte Mai bis Juli, die Raupen findet man von Juli bis September. Manchmal findet man Falter einer partiellen zweiten Generation im August. Im warmen Süden entwickeln sich im August bzw. im April/Mai, im Juni/Juli und im August/September zwei bzw. drei Generationen.

### Nahrung der Raupen
Die Raupen fressen vor allem an schmalblättrigen Weiden wie beispielsweise an Korb-Weide (Salix viminalis), Bruch-Weide (Salix fragilis), Ohr-Weide (Salix aurita), Asch-Weide (Salix cinerea) und Sal-Weide (Salix caprea). Man findet sie aber auch an Pappeln (Populus), selten auch an Birken, Apfelbäumen und anderen Obstbäumen.

## Entwicklung
Die Weibchen legen ihre ellipsoidförmigen, glänzend-blassgrünen Eier an der Blattunterseite der Futterpflanzen ab. Die Tiere überwintern als Puppe, etwa 20 Zentimeter tief im Boden. Sie graben sich deutlich tiefer als beispielsweise der Pappel- oder der Lindenschwärmer ein, damit die oft nahe an Ufern gelegenen Puppen nicht durch Hochwasser weggespült werden können. Auch sind die 35 bis 41 Millimeter langen schwarzbraunen ölig schimmernden Puppen eingefettet, um Wasser abzustoßen.